# Šekular
Šekular je planinska oblast na severoistoku Crne Gore i postojbina istoimenog crnogorskog plemena Šekular. Nalazi se u blizini Andrijevice i Berana i prostire se između planina: Mokre, Glođije, Brajenice, Sjekirice, Kostreša, Balja, Borja, Jankove glave i Planinica.
U oblast Šekulara spadaju naselja: Jašovići, Spalevići, Rmuši, Kukalji, Lekići, Orah, Livadica, Maslari, Ulica, Ćetkovići i Mezgale. Naselja su se nekad nalazila ispod gustih jelovih šuma, ali je usled njihovog krčenja, od 1930-tih, u centralnim delovima Šekulara, granica među njima sada jedva primetna.
Postoji nekoliko interesantnih tumačenja toponima Šekular. Po jednom, Šekular se vezuje sa latinskim "seaculum", odnosno sa albanskim "šekul", što znači svetovnjak, narod, ljudi... Prema drugom tumačenju, Šekular se vezuje za staroslovensku reč "šek" što znači obod iliti mesto u šumi. Mogućnom se čini i pretpostavka da je stanovništvo Šekulara, kao mešavina starobalkanskog i novodoseljenog slovenskog, usled zabačenosti i pasivnosti ovog predela, mnogo kasnije primilo hrišćanstvo u odnosu na okolna naselja, što je bio razlog da je označavano kao nekršteno, tj. sekularno, pa otud i naziv Šekular.  

## Istorija
Prvi pisani pomen Šekulara i Šekularaca datira iz 1314. godine i nalazi se u Svetostefanskoj hrisovulji. Inače, istorija Šekulara i Šekularaca, isprepletana je sa istorijom plemena Vasojevića. Istorijska je činjenica da su žitelji Šekulara, za vreme turske vladavine, imali status stočara, filurdžija i slobodnih seljaka, što znači da su bili vlasnici svojih poseda. Naime, predanje govori da su Šekularci dobili od nekog sultana ferman po kojem su bili oslobođeni i od desetine caru i od četvrtine agama.

## Vojvoda Petar Šekularac
Po predanju, rodonačelnik plemena Šekularci bio je vojvoda Petar Šekularac, po kome je cela oblast dobila naziv "vojvodina" i prostirala se od Vjeternika do Paklene više Peći. Predanje dalje kaže da je u vreme Kosovskog boja, Petar Šekularac poveo vojsku u pomoć Knezu Lazaru, ali je stigao tek sutradan po okončanju bitke. Kako bi se izvukao iz neugodne situacije, on je 1000 ovnova i 100 volova, koje je namenio srpskoj vojsci, darivao Bajazitu u znak pažnje, a ovaj mu je zauzvrat poklonio ferman koji je napisao na zečjoj koži. Verovatnije se to desilo 1448. godine i umesto Lazara bio je u pitanju Sibinjanin Janko, a umesto Bajazita, Murat II.
Kao potomke vojvode Petra Šekularca narodno predanje pominje Vuka Ljevaka, Dašu i Komnjena Barjaktara iako ih od vojvode Petra vremenski dele gotovo tri veka.

## Vuk Ljevak
Vuk Marinkov zvani Ljevak bio je znameniti crnogorski junak i poglavar Šekulara u vreme vladavine Šćepana Malog (1767-1774). Tada je Kariman - paša iz Peći zatražio od Vuka da propusti tursku vojsku preko Šekulara, kako bi udario na Šćepana Malog, ali je Vuk Ljevak odbio zahtev stavivši se na stranu Crne Gore. Bes Kariman - paše bio je ogroman te je Šekular ubrzo pokoren a Vuk Ljevak, zajedno sa 40 drugova, završio u carigradskom kazamatu. Tamo je na megdanu posekao nekog Arapina pa ga je sultan zbog tog podviga oslobodio ropstva.
Vuk Ljevak je imao tri sina: Brakoča (od koga potiču Brakočevići), Stefana (koji je imao sinove Živka i Jaša od kojih potiču Živkovići i Jašovići, a od Živkovića potiču Popovići) i Josifa (koji je umro mlad te mu se žena - mlada Albanka iz plemena Klimenata, vratila sa detetom u Albaniju i od njih potiče albansko bratstvo - Lelčani/Lelčaj.

## Pojedina bratstva
Današnja šekularska bratstva: Dašići (starosedeoci), Armuši (Rmuši), Spalevići, Tomovići, Bulići, Živkovići, Popovići, Brakočevići, Ivanovići, Jašovići, Maslari, Negojevići, Miletići, Kenjići, Kukalji, Labudovići, Lekići, Božovići, Matovići, Šarići, Bolevići, Balevići, Radevići, Portići, Kastratovići, Deletići, Nikolići, Račići, Ljubići, Aleksići, Davidovići, Pantovići, Babići, Đorovići.
Neka bratstva poreklom iz Šekulara: Vukovići, Gojkovići, Kukalji, Lalići, Lazovići, Lelčani/Lelčaj,  Marinkovići, Madžgalji, Macure, Milićevići, Miljkovići, Nikolići, Novkovići, Protići, Radovanovići, Savovići,  Simići, Spasojevići, Trajkovići, Cerovići, Grujići, Pejkovići, Đošovići, Mikarići, Boškovići,

## Literatura
- Rade Brakočević, Lomni Šekular (priče, pjesme, anegdote, dokumenti), Rodoslov bratstva Brakočevića i njegovih ogranaka, Beograd, 2013.

- Andrija Jovićević, Plavsko-gusinjska oblast. Polimlje, Velika, Šekular, Srpska kraljevska akademija, Naselja srpskih zemalja, knjiga X, štamparija Kraljevine SHS, Beograd 1921.

1. ↑  "Politika", 5. feb. 1941